# Reserva do Iguaçu
Reserva do Iguaçu est une municipalité brésilienne située dans l'État du Paraná.